# Così canterò tra vent'anni
Così canterò tra vent'anni è il primo album in studio del cantante italiano Avincola, pubblicato il 4 marzo 2014. Il disco vanta la collaborazione, tra gli altri, di Freak Antoni (Skiantos) e Paolo Giovenchi (chitarrista di Francesco De Gregori). La produzione artistica è a cura di Edoardo De Angelis.

## Tracce
1. Invisibili (3:18)
2. Marinaro (3:04)
3. Canzone stupida (4:19)
4. Er Bandito (4:56)
5. Non ho mai visto (4:35)
6. Plastica (2:59)
7. Preludio (Sant'Anna) (1:47)
8. Lettera da Sant'Anna di Stazzema (4:44)
9. Abbiamo noi il potere (3:09)
10. La voglia (3:45)
11. Anna (6:22)
12. Gira il mondo (4:06)
13. Per le sette meno un quarto (live) (4:11)
14. Così canterò tra vent'anni (4:50) feat. Freak Antoni

## Formazione
- Simone Avincola: voce, chitarra acustica, banjo mandolino, armonica
- Edoardo Petretti: tastiere, fisarmonica (arrangiamenti)
- Matteo 'Alpes' Alparone: basso elettrico
- Luca D'Epiro: batteria